# Sebastião Curió
Sebastião Curió Rodrigues de Moura (São Sebastião do Paraíso, 15 de dezembro de 1934 – Brasília, 17 de agosto de 2022), mais conhecido como Major Curió, Sebastião Curió e pelo nome de guerra Marco Antônio Luchinni, foi um militar (na patente de tenente-coronel da reserva), ex-pugilista, engenheiro, jornalista e político brasileiro. A alcunha Curió foi posteriormente anexada de maneira formal ao seu nome.
Como militar, foi destacado para o sul da Amazônia para combater o movimento armado da guerrilha do Araguaia, nas décadas de 1960 e 1970, durante a ditadura militar, onde foi figura de destaque no funcionamento da "Casa Azul", centro clandestino do aparato repressivo localizado em Marabá, responsável por torturas, assassinatos e ocultação de cadáveres. Ao fim do conflito, tornou-se liderança política na região.
Foi um dos fundadores da cidade de Curionópolis, a quem emprestou o radical do nome.

## Biografia

### Primeiros anos
Filho de Heitor Rodrigues Pimenta e Antônia Moura Pimenta, nasceu em 15 de dezembro de 1934, em São Sebastião do Paraíso, Minas Gerais. Seu pai era barbeiro e sua mãe comerciante de uma tradicional família do município.
Na década de 1940, fez seus estudos primários no Externato Santo Antônio, e; iniciou os secundários no tradicional Ginásio Paraisense, enquanto estagiava no Banco do Brasil de Paraíso.
Em 1952, dado os problemas de saúde de seu pai Heitor, a família muda-se para Ribeirão Preto, onde montam uma pequena pensão para estudantes. Seu pai morre no mesmo ano.
A partir desse momento, tenta várias formas de trabalho, indo desde jogador das categorias de base do Botafogo e do extinto Palmeiras de Ribeirão Preto, até trabalhar como jornalista no Diário de Notícias da Diocese de Ribeirão Preto. Concomitantemente estudava na Escola Estadual Guimarães Jr..

### Vida militar
No ano de 1952 passa na prova da Escola Preparatória de Cadetes do Exército (EsPCEx), rumando para Fortaleza, onde havia uma unidade filial da escola. Foi ali que ganhou o apelido de "Curió". Os colegas de turma o viam lutando boxe para juntar dinheiro para si no tempo da EsPCEx, onde, segundo eles, o jeito de luta de Moura mais parecia um "passarinho Curió numa rinha". A alcunha Curió foi formalmente anexada ao seu nome quando elegeu-se prefeito.
Terminado o período na EsPCEx, Curió seguiu para a Academia Militar das Agulhas Negras (AMAN), em Resende, no Rio de Janeiro, onde formou-se oficial tenente, com especialização em engenharia. Preferiu servir em Lins, para ficar mais perto da sua até então namorada (posteriormente esposa), Maria de Lourdes, que ainda residia em Paraíso.

### Guerrilha do Araguaia
De acordo com estudos divulgados pelo Partido Comunista do Brasil, Curió foi o responsável pelo trabalho de inteligência militar no combate à guerrilha, utilizando informações obtidas de guerrilheiros capturados por meio de tortura. Foi também amparado pelo próprio governo vigente da época, que lhe forneceu uma identidade falsa, vez com o nome de Marco Antônio Luchinni, vez com os nomes de Paulo e Tibiriçá. Segundo sua documentação forjada era assistente técnico reconhecido pelo Ministério da Agricultura, além de também ter sido considerado repórter da Rede Globo na década de 1980.
A guerra suja deixava de ser uma ação ostensiva para cair na clandestinidade, comandada diretamente pelo Centro de Informações do Exército, o CIE. Aparece na história, então, um personagem que se tornaria célebre na região: Sebastião Curió. Major à época, Sebastião Rodrigues de Moura, com curso de especialização no Centro de Instrução de Guerra na Selva (CIGS), do Comando Militar da Amazônia, ex-lutador de boxe, foi enviado ao Araguaia com o codinome de Marco Antonio Luchini, um engenheiro florestal dos quadros do Instituto Nacional de Colonização e Reforma Agrária (Incra), para montar uma operação de inteligência e aniquilar os últimos focos da guerrilha. Curió montou uma rede de informantes em toda a região do Araguaia. Sua estratégia mais bem sucedida foi a montagem de biroscas para o fornecimento de alimentos e munição ao longo do rio Araguaia, onde obtinha valiosas informações dos caboclos. Mais de uma vez os agentes do CIE recrutados por Curió em quartéis da própria Amazônia - pessoas com características físicas da região - venderam munição sabendo que era destinada aos guerrilheiros, para angariar a confiança dos lavradores. Dessa forma, sem pressa, Curió conseguiu identificar um a um todos os acampamentos da guerrilha, que passaram a ser atacados por pelotões especialmente treinados para aquele tipo de ação. Na operação mais destruidora, Curió conseguiu executar de uma só vez dois dos principais líderes da guerrilha: o comandante geral Maurício Grabois e Paulo Mendes Rodrigues, chefe do Destacamento C. Os dois foram surpreendidos na manhã do dia de Natal de 1973 no acampamento da Gameleira, próximo ao rio Araguaia, junto com Guilherme Lund, arquiteto, e Gilberto Olímpio, técnico industrial, genro de Grabois. Todos foram mortos. Mauricio Grabois, segundo comentou Sebastião Curió com outros militares que participaram da ação, estava praticamente cego.
Em 21 de junho de 2009 o jornal O Estado de S. Paulo noticia que o tenente-coronel aposentado abriu seu arquivo particular sobre a Guerrilha do Araguaia, afirmando que o Exército executara 41 guerrilheiros, e não somente 25, como se sabia até então. O lendário arquivo do militar teve notoriedade em 1982, quando o então ex-Presidente Médici afirmou que o agente "sabia de muita coisa".
O Pacto de silêncio firmado pelos oficiais vigorou por 30 anos, segundo O Estado de S. Paulo.

### Interventor federal da Serra Leste
Em 1980, após servir no Centro de Informações do Exército (CIE) e no Serviço Nacional de Informações (SNI), Curió foi destacado para servir como interventor federal na área de Serra Leste. Esta era um extenso território do município de Marabá que compreendia o garimpo de Serra Pelada e as vilas do Trinta (posteriormente Curionópolis), Gurita da Serra e 100 (posteriormente Eldorado do Carajás). Sua nomeação se deu tanto por sua experiência na Guerrilha, quanto pela proximidade ao ex-presidente Ernesto Geisel.
O trabalho de Curió, sob a égide do SNI, se concentra, porém, na Serra Pelada, onde a intervenção por ele capitaneada, põe o Governo Federal como dono da área e define as regras que organizam a vida dos trabalhadores e sua circulação. Para tal, especializou a Serra em um grande campo de trabalho, com entrada permitida somente a homens com registro nos órgãos oficiais. A pequena vila do Trinta, após forte trabalho de urbanização, torna-se o refúgio das mulheres, famílias, além de pessoas ligadas a outras atividades econômicas não diretamente ligadas ao garimpo.
O regime por ele implantado na Serra Pelada era uma extensão daquilo que se observava na própria ditadura militar e uma continuação das táticas de combate da Guerrilha do Araguaia, formando uma tropa de "bate-paus". Os "bate-paus", antigos guias dos militares nas operações contra-guerrilheiras, serviam como força paramilitar de Curió.
A fama de Curió tornou-se tão grande, que os garimpeiros tratavam-no como "doutor", sendo também conhecido como "Imperador da Amazônia". Entre as lendas que o cercavam, estava a de que, em determinado ponto, quando o garimpo atingiu seu auge, Curió já não pisava mais em chão de terra, visitando a Serra Pelada somente sobrevoando a área.

### Deputado federal
No início de 1982 Curió desliga-se de suas funções como Interventor Federal da Área de Segurança de Serra Leste em Marabá, passando-o para seu homem de confiança Ari Santos.
Em seguida, anuncia sua candidatura a deputado federal pelo Partido Democrático Social (PDS), articulada pelos generais Otávio Aguiar de Medeiros e Newton Cruz, respectivamente ministro-chefe do SNI e chefe da Agência Central do SNI. Centra sua campanha nas pautas garimpeiras e agropecuárias do sudeste do Pará. Elege-se em 15 de novembro de 1982 com recorde de votos no Pará, principalmente graças ao grande curral eleitoral que mantinha na Serra Pelada, conseguindo também a vitória de seu grupo político em Marabá. Passou, então, para a reserva remunerada, como tenente-coronel, deixando o SNI.
Em 1984, sob os auspícios do deputado Curió, os garimpeiros criam a Cooperativa de Mineração dos Garimpeiros de Serra Pelada (COOMIGASP), entidade que, no fim, acaba por servir de representação aos interesses dos garimpeiros bem-sucedidos, donos de cata e comerciantes. A entidade está, desde a sua criação, mergulhada em intermináveis disputas por poder, denúncias de corrupção, além de dívidas milionárias. A COOMIGASP ficou sob a esfera de influência de Curió até o final de seu mandato de prefeito, em 2008.
Em sua atuação como deputado, foi membro titular da Comissão de Segurança Nacional, desde que assumiu as funções, e; suplente da Comissão de Agricultura e Política Rural. Como base de apoio do governo militar, votou contra a emenda Dante de Oliveira, que garantiria a possibilidade de realização de eleições diretas no Brasil, em 1985.
Em 1984 chegou a desentender-se com a cúpula do PDS, distanciando-se do grupo majoritário e governista do partido, rumando para a tendência "Frente Liberal", que daria origem ao Partido da Frente Liberal (PFL). Ficou no PFL até 15 de outubro de 1985, quando afiliou-se novamente ao PDS, onde ficou até 1989.
Em meados de 1986, passou a ter problemas de saúde após uma queda de cavalo, que limitaria sua campanha a reeleição. Além disso, o PDS (seu partido) aliou-se com figuras comunistas e com o PMDB, do qual fazia parte seu então adversário Jader Barbalho — a quem inclusive tinha acusado de desvio de recursos no Banpará, com base em alegadas espionagens utilizando a estrutura do SNI já como deputado. As disputas geradas por tais acordos quase impugnaram sua candidatura e corroeram seu apoio político. Mesmo conseguido manter o registro da sua candidatura, prevendo uma derrota iminente alegou problemas de saúde e abriu mão de tentar a reeleição em outubro, quando faltava menos de um mês para o pleito. Entretanto, justificou publicamente que não concordava em participar da Assembleia Nacional Constituinte de 1987.

### Mudança para Brasília
Sua derrota regional o fez mudar-se para Brasília em 1987. Constituiu na cidade o Grupo Curió Comércio e Indústria de Minérios Ltda., cuja principal atividade era a venda de ouro. A empresa tinha capitais norte-americanos.
Já ex-parlamentar, usou sua influência e lobby para fortalecer o movimento pela emancipação política de Curionópolis, que ocorreu em 10 de maio de 1988. Sua presença ocasional no Pará tinha a intenção de reunir o restante de seu fragmentado grupo político no intuito de voltar para a Câmara Federal em 1990. Consegue eleger a Salatiel Almeida, seu aliado, como o primeiro prefeito de Curionópolis, possibilitando a reabilitação de seu grupo político a partir da nova municipalidade.
Nisto, candidatou-se mais uma vez a uma cadeira na Câmara dos Deputados, nas eleições de 1990. Lançou-se pelo Partido da Reconstrução Nacional (PRN), de Fernando Collor. Não conseguiu ser eleito e ficou apenas com a suplência. Teve seu nome envolvido numa denúncia de uma doação ilegal de 123 mil dólares da Mercedes-Benz para sua campanha, a partir de intermediação do próprio Collor, de PC Farias e de Bernardo Cabral.
Em março de 1997 Curió foi inocentado em primeira instância em Brasília da acusação de assassinato do menor Laércio Xavier da Silva e por tentativa de homicídio contra o irmão da vítima, Leonardo Xavier. No mesmo ano foi investigado por supostamente estar tentando localizar ossadas de militantes mortos na guerrilha do Araguaia para ocultar provas dos crimes cometidos que estavam a ser investigados pela Comissão Especial de Mortos e Desaparecidos Políticos (CEMDP).

### Retorno a Curionópolis e eleição como prefeito
Em 1996 retornou a Curionópolis para disputar o comando da COOMIGASP, sendo eleito presidente da cooperativa para um mandato até dezembro de 1999.
Em julho de 1999, Curió deixou o PRN para ingressar PMDB para concorrer à prefeitura de Curionópolis. Foi eleito no pleito de outubro de 2000, com 35,18% dos votos válidos, contra os 34,83% recebidos por seu principal adversário, João Chamon Neto, do PSDB. Elegeu-se com apoio do seu ex-adversário Jader Barbalho, bem como do Movimento dos Trabalhadores Rurais Sem Terra (MST), dos garimpeiros e das lideranças religiosas católica e evangélica.
Um das suas primeiras e mais controversas ações como prefeito foi a demissão de praticamente todo o corpo funcional de Curionópolis, inclusive concursados estáveis, sob a alegação de "estado de emergência". Em seu governo, de 2001 a 2008, haviam acusações de existência de grupos de extermínio contra "pessoas indesejáveis". Seu estilo personalista e autoritário ao administrar a coisa pública chegou a ser comparado como o "último quinhão da ditadura militar".
Nas eleições de 2004, Sebastião Curió disputou a reeleição para a prefeitura de Curionópolis pelo PFL (que depois tornou-se Democratas), na medida em que o seu grupo opositor, aglutinado na figura do pecuarista João Chamon Neto, passou para o PMDB. Venceu a eleição com 52,67% dos votos válidos. Em maio de 2006, o Tribunal Regional Eleitoral do Pará (TRE-PA) cassou o seu diploma de prefeito, bem como o registro do vice-prefeito da cidade, Antônio Cezar Nunes de Lima, e determinou o seu afastamento imediato do cargo, por condenação por compra de votos. Após liminar concedida pelo Tribunal Superior Eleitoral (TSE) retorna ao cargo em junho de 2006.
Curió foi condenado, em 2008, ao pagamento de R$ 1,1 milhão por improbidades administrativas ocorridas entre 2001 e 2004, durante seu primeiro mandato como prefeito do município. A ação considerou que o então prefeito teve enriquecimento ilícito, fraudou licitações e feriu os princípios de honestidade e legalidade na administração pública. As irregularidades foram praticadas principalmente com verbas do Fundef. As fraudes, da qual foi condenado, iam desde a contratação de empresas fantasmas, uso de notas fiscais falsas, inexistência de processos licitatórios ou processos irregulares, entre outras. As investigações também detectaram que houve fraude na criação do conselho do Fundef, que provavelmente não chegou a funcionar durante o período do seu mandato. A decisão suspendeu os direitos políticos de Curió por cinco anos. Em 30 de julho de 2008 sua chapa foi definitivamente cassada pelo TSE, sendo substituído pelo presidente da câmara de Curionópolis, Cassiano Viana.
Após a cassação, afastou-se definitivamente da vida pública mudando-se novamente para Brasília.

## Vida pessoal
Casou-se, ainda na década de 1950, com Maria de Lourdes, sua namorada da adolescência, com quem teve cinco filhos. Viveu com ela durante 40 anos, até a década de 1990, quando morre vitimada pelo câncer.
Na década de 2000, contrai matrimônio com Vera Aguiar.

## Controvérsias

### Denúncia por sequestro
O tenente-coronel Curió foi denunciado pelo Ministério Público do Pará pelo sequestro de cinco pessoas durante a ditadura militar, na região do Araguaia. Para a organização Human Rights Watch trata-se de um passo histórico do Brasil.